# 张韶 (唐朝)
張韶（？—824年）唐敬宗時染工，與卜者蘇玄明謀反，被誅。

## 生平
張韶原為宮裡染署的染工，與卜者蘇玄明來往。一日，蘇玄明為張韶算卦：「我為子卜，當升殿坐，與我共食。今主上晝夜球獵，多不在宮中，大事可圖也。」張韶信以為真，遂與蘇玄明密謀造反，率眾染工入殿。此時，唐敬宗正於清思殿打馬球，聽聞此事便急忙逃竄，聽取諫言依附左軍。左軍馬存亮派遣右神策大將軍康志睦等人率騎兵討伐張、蘇。
張韶入殿坐御榻，與蘇玄明同食御膳，張韶對蘇玄明的卜卦準確度表示驚奇。食未完，蘇驚呼「事止此邪！」兩人驚懼而走，卻為康志睦等人誅殺，餘黨亦被剿滅。